# NGC 1413
NGC 1413 é uma galáxia elíptica (E) localizada na direcção da constelação de Eridanus. Possui uma declinação de -15° 36' 37" e uma ascensão recta de 3 horas, 40 minutos e 11,5 segundos.
A galáxia NGC 1413 foi descoberta em 1886 por Frank Leavenworth.